# Võhma

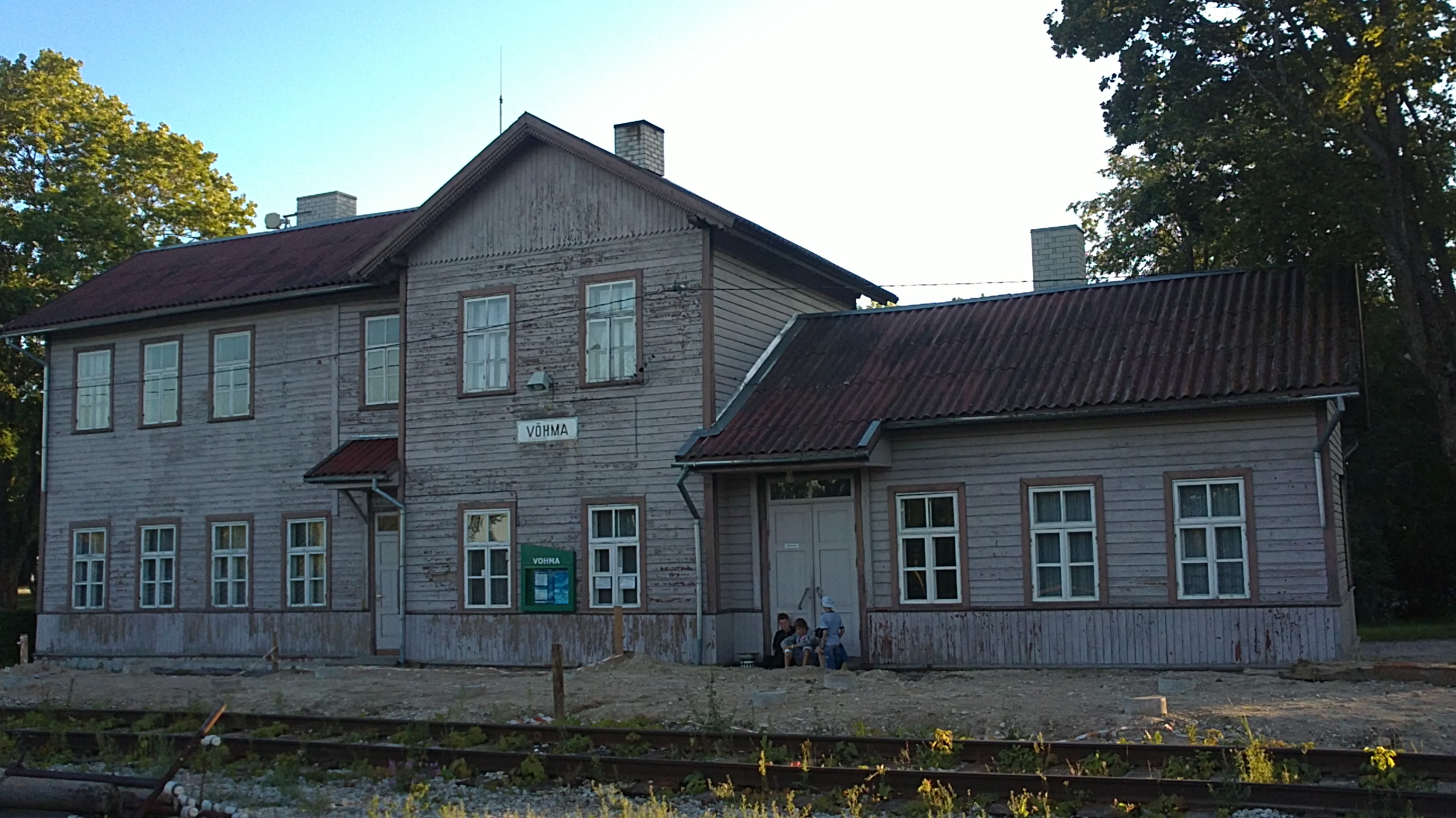
Gare de Võhma

Võhma est une petite ville de la commune de Põhja-Sakala, située dans le comté de Viljandi en Estonie.

## Géographie
Elle s'étend sur 1,93 km2, en limite avec le comté de Järva, à 30 km au nord de Viljandi. Elle est traversée par la ligne de chemin de fer reliant Tallinn à Viljandi.

## Histoire
Fondée au XVIe siècle, Võhma est reliée au chemin de fer dès 1899. Elle abrite un abattoir qui demeure en fonctionnement de 1928 à 1996, fournissant des emplois dans toute la région. Pendant la guerre froide, une base des forces aériennes soviétiques est installée au nord-ouest de la ville.
Elle obtient le statut de bourg en 1945 puis de ville en 1993 et constitue alors une commune à part entière jusqu'à la réorganisation administrative d'octobre 2017, quand elle est rattachée à la commune de Põhja-Sakala. 

## Démographie
La population, en constante diminution depuis les années 1990, s'élevait à 1 555 habitants en 2005, 1 321 habitants en 2012 et 1 285 habitants en 2020.